# Zona Sul de Porto Alegre
A Zona Sul e Extremo-Sul de Porto Alegre é uma zona de aproximadamente 150 km² que abrange os bairros Aberta dos Morros, Assunção, Belém Novo, Belém Velho, Campo Novo, Cavalhada, Chapéu do Sol, Cristal, Espírito Santo, Guarujá, Hípica, Ipanema, Lageado, Pedra Redonda, Ponta Grossa, Restinga, Sétimo Céu, Serraria, Teresópolis, Tristeza e Vila Nova, a região se estende ao longo do Lago Guaíba, oferecendo vistas panorâmicas e diversas opções de lazer ao ar livre. É conhecida por sua qualidade de vida, com áreas residenciais tranquilas e espaços verdes, como parques, praias fluviais e praças. Abrigando cerca de 400 mil habitantes, a Zona Sul destaca-se pela sua mistura de modernidade e rusticidade, sendo um destino ideal para quem busca um equilíbrio entre a vida urbana e o contato com a natureza, sendo densamente habitada por diversas classes sociais. Por ser uma zona grande, no plano diretor da cidade, a zona é dividida em 3 zonas de planejamento (que se sub-dividem nas regiões Cristal, Cruzeiro, Glória, Centro-sul, Sul, Restinga e Extremo-sul.
A zona é rica em atrativos que encantam moradores e visitantes, oferecendo uma mistura única de natureza, lazer e infraestrutura. A região destaca-se pelas praias do Lago Guaíba, como a de Ipanema, que proporciona belos pôres do sol e é ideal para caminhadas e esportes ao ar livre. Parques como o Parque Natural do Morro do Osso e o Parque Gabriel Knijnik são refúgios para trilhas e contemplação da fauna e flora locais. Além disso, conta com clubes náuticos, espaços culturais e uma infraestrutura que equilibra áreas residenciais tranquilas com comércio diversificado, escolas e restaurantes.

## História
A história da Zona Sul de Porto Alegre está intimamente ligada ao desenvolvimento da capital gaúcha e à ocupação das margens do Lago Guaíba. Originalmente, a região era habitada por indígenas, como os guaranis, e posteriormente passou a ser ocupada por colonizadores portugueses no século XVIII. Durante esse período, a área começou a ser explorada para atividades rurais, como cultivo e criação de gado, devido à sua localização afastada do centro urbano. Bairros como Belém Novo e Ponta Grossa preservam até hoje características dessa época, com áreas que ainda mantêm um perfil rural.
A antiga linha de ferro que cortava a Zona Sul de Porto Alegre foi um marco importante no desenvolvimento da região, especialmente entre as décadas de 1930 e 1960. Parte do traçado fazia parte da Estrada de Ferro do Riacho, conectando áreas rurais e bairros afastados ao centro da cidade, facilitando o transporte de pessoas e mercadorias, como produtos agrícolas e gado, que eram abundantes na região. O trem também servia como um meio de integração entre os bairros da Zona Sul, favorecendo o comércio local e o fluxo de trabalhadores. Com a desativação da ferrovia na segunda metade do século XX, a área foi gradativamente ocupada por avenidas e espaços urbanos, mas o legado da linha férrea ainda é lembrado pela sua contribuição no crescimento e na integração da Zona Sul à economia de Porto Alegre.
No início do século XX, a Zona Sul começou a atrair famílias de elite em busca de refúgio e lazer nas praias do Guaíba, como Ipanema e Pedra Redonda. A construção de casas de veraneio impulsionou a ocupação e a valorização dessas áreas. Durante as décadas de 1950 e 1960, com a expansão urbana de Porto Alegre, bairros como Tristeza, Cavalhada e Vila Nova passaram a se desenvolver, recebendo infraestrutura e comércio. A construção de vias como a Avenida Wenceslau Escobar e a Avenida Cavalhada conectou melhor a região ao restante da cidade, acelerando sua urbanização.
Nas décadas seguintes, a Zona Sul se consolidou como uma região residencial, mas preservou parte de seu caráter bucólico, com áreas de preservação ambiental, sítios e paisagens naturais. Recentemente, a expansão imobiliária tem transformado bairros como a Hípica e Aberta dos Morros, trazendo novos condomínios e estabelecimentos comerciais. Apesar das mudanças, a Zona Sul mantém um equilíbrio entre desenvolvimento e preservação, destacando-se como uma das áreas mais aprazíveis e diversificadas de Porto Alegre.
Além disso, o fortalecimento da infraestrutura, com a abertura de novos comércios, escolas, supermercados e centros de saúde, contribuiu para que a região se tornasse cada vez mais autossuficiente. Projetos de melhoria viária, como a duplicação de avenidas e o prolongamento da Orla do Guaíba, também ajudaram a integrar a Zona Sul ao restante da cidade, facilitando o acesso e atraindo investimentos. A combinação entre desenvolvimento e preocupação ambiental reflete o caráter contemporâneo da Zona Sul, que equilibra a oferta de infraestrutura com a manutenção de seus espaços verdes e a qualidade de vida de seus moradores. O que atraí na contemporaniedade loteamentos residenciais, o que deixa um cenário ambíguo com zonas de classe média-alta e alta em regiões próximas a praias e a Orla do Guaíba e zonas de classe média e baixa nas regiões próximas aos morros e aos extremos (onde prevalece uma região rural).

### Enchentes de 2024
As enchentes que atingiram o Rio Grande do Sul em 2024 causaram impactos significativos na Zona Sul de Porto Alegre, tanto na infraestrutura quanto na necessidade de evacuações. A região foi afetada pela falha ocorrida nos diques e comportas do muro da mauá, regiões como o entorno do Estádio Beira-Rio sofreram apagões elétricos para evitar curtos-circuitos. Um exemplo crítico foi o asilo Padre Cacique, que ficou isolado e sem água ou luz por dias, dependendo de geradores fornecidos pelo Exército para atender emergência. O abastecimento de água foi interrompido, com centenas de famílias afetadas. Estradas e acessos ficaram comprometidos, dificultando o transporte e a assistência emergencial.
Os bairros mais afetados foram: Cristal, Vila Assunção, Vila Conseição, Espirito Santo, Tristeza, Camacuã, Ipanema, Guarujá, Serraria, Hípica, Ponta Grossa, Belém Novo e Lami. Deixando um total de 27.983 pessoas afetadas em todos os bairros. Além de impactos na infraestrutura de escolas, postos de saúde, farmácias, avenidas e ruas. Além de danos em estações de tratamento de água, estações de bombeamento de água e o aeroporto de Belém Novo.

## Infraestrutura
A região é atendida por diversas linhas de ônibus e lotações, facilitando a conexão com o centro e outras áreas da cidade. Há terminais de ônibus como o Terminal da Restinga. A Avenida Icaraí, Avenida Wenceslau Escobar, Avenida Juca Batista e Avenida Eduardo Prado são importantes para a mobilidade na zona sul, conectando bairros e servindo como acesso a outras áreas.  Além de sua malha terrestre, a região também abriga um dos dois aeroportos situados na cidade de Porto Alegre, o aeroporto de Belém Novo, que é limitado a pequenas aeronaves.
No aspecto da educação há escolas públicas e privadas de destaque, como o Colégio João Paulo I e o Colégio Marista Assunção. A região possui três polos universitários pertencentes a Universidade Federal do Rio Grande do Sul, Universidade do Vale do Rio dos Sinos e UniRitter, porém nenhum dos campus trata-se de uma reitoria.
No aspecto da saúde clínicas e hospitais atendem à população local, incluindo o Hospital da Restinga e Extremo-Sul e a Associação Hospitalar Vila Nova. Diversas farmácias e postos de saúde espalhados pelos bairros. No aspecto da segurança a presença de postos policiais e patrulhas móveis, embora a segurança ainda seja uma preocupação em algumas áreas cujo estão em meio a uma crescente disputa pelo tráfico de drogas.

## Turismo
Destaca-se por sua diversidade de atrativos naturais, culturais e esportivos, consolidando-se como uma área de relevante interesse turístico e ambiental. Entre os principais parques naturais da zona sul está o Parque Natural Morro do Osso, uma unidade de conservação municipal com 220 hectares que abriga uma rica biodiversidade e trilhas que levam a mirantes com vistas panorâmicas do Guaíba e da cidade. O Parque Estadual Delta do Jacuí, uma extensa área de preservação ambiental formada por ilhas e zonas alagadiças, oferece oportunidades para atividades de ecoturismo, como observação de aves, trilhas ecológicas e passeios de barco. O Parque Gabriel Knijnik, menor e mais acessível, é um espaço urbano com infraestrutura para caminhadas e convivência comunitária.
O Estádio Beira-Rio, localizado próximo à zona sul, é uma das principais estruturas esportivas de Porto Alegre. Sede do Sport Club Internacional, o estádio possui capacidade para mais de 50 mil espectadores e foi amplamente modernizado para receber jogos da Copa do Mundo FIFA de 2014. Além de eventos esportivos, o local oferece visitas guiadas que incluem o museu do clube e espaços dedicados à história do futebol. No campo cultural, o Museu Iberê Camargo é uma referência em arte moderna e contemporânea no Brasil. Localizado no bairro Cristal, o museu apresenta um acervo dedicado ao artista Iberê Camargo, bem como exposições temporárias, em um edifício icônico projetado pelo arquiteto Álvaro Siza Vieira.

### Praias
Nesta zona que estão abrigadas as principais praias fluviais da cidade. Entre as praias mais visitadas estão: a Praia de Ipanema, situada em um dos bairros mais conhecidos da zona sul, conta com um calçadão arborizado, ciclovias e espaços para práticas esportivas. No extremo sul, destacam-se a Praia do Lami, com águas tranquilas e cercada por vegetação nativa. A Praia do Cachimbo combina uma atmosfera bucólica com infraestrutura básica, sendo procurada por moradores e visitantes em busca de sossego. Existem outras praias na região:
- Praia da Pedra Redonda
- Praia do Arado Velho
- Prainha de Copacabana
- Praia do Cego
- Praia das Garças
- Praia do Tranquilo
- Praia do Leblon
- Praia da Ponta Grossa
- Praia do Veludo